# Сымен (царство)
Сымен или Симиен (ивр. ממלכת סאמיאן‎), иногда называемое Королевством Бета-Исраэль или королевством Гидеонов (по имени многих царей в этом королевстве) — легендарное царство Бета-Израиль, предположительно расположенное в северо-западной части Эфиопской империи.
Поздняя еврейско-эфиопская легенда датирует создание Королевства Симиен четвёртым веком, сразу после того, как Аксумское царство обратилось в христианство во время правления Эзаны Аксумского.

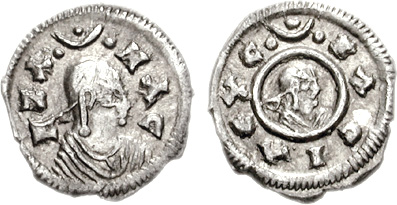
Монеты с портретом императора Эзана

Солгасно христианско-эфиопской традиции, царство было основано после того, как Менелик I разделил свою империю между своими приближенными, и Гидеон получил в свое правление 10 провинций.
Королевство пало после того, как Сусныйос в 1625 году завоевал последний оплот бета-исраэль.